# Calea peruviana
Calea peruviana là một loài thực vật có hoa trong họ Cúc. Loài này được (Kunth) Benth. ex S.F.Blake mô tả khoa học đầu tiên năm 1915.